# Báb (vallási vezető)

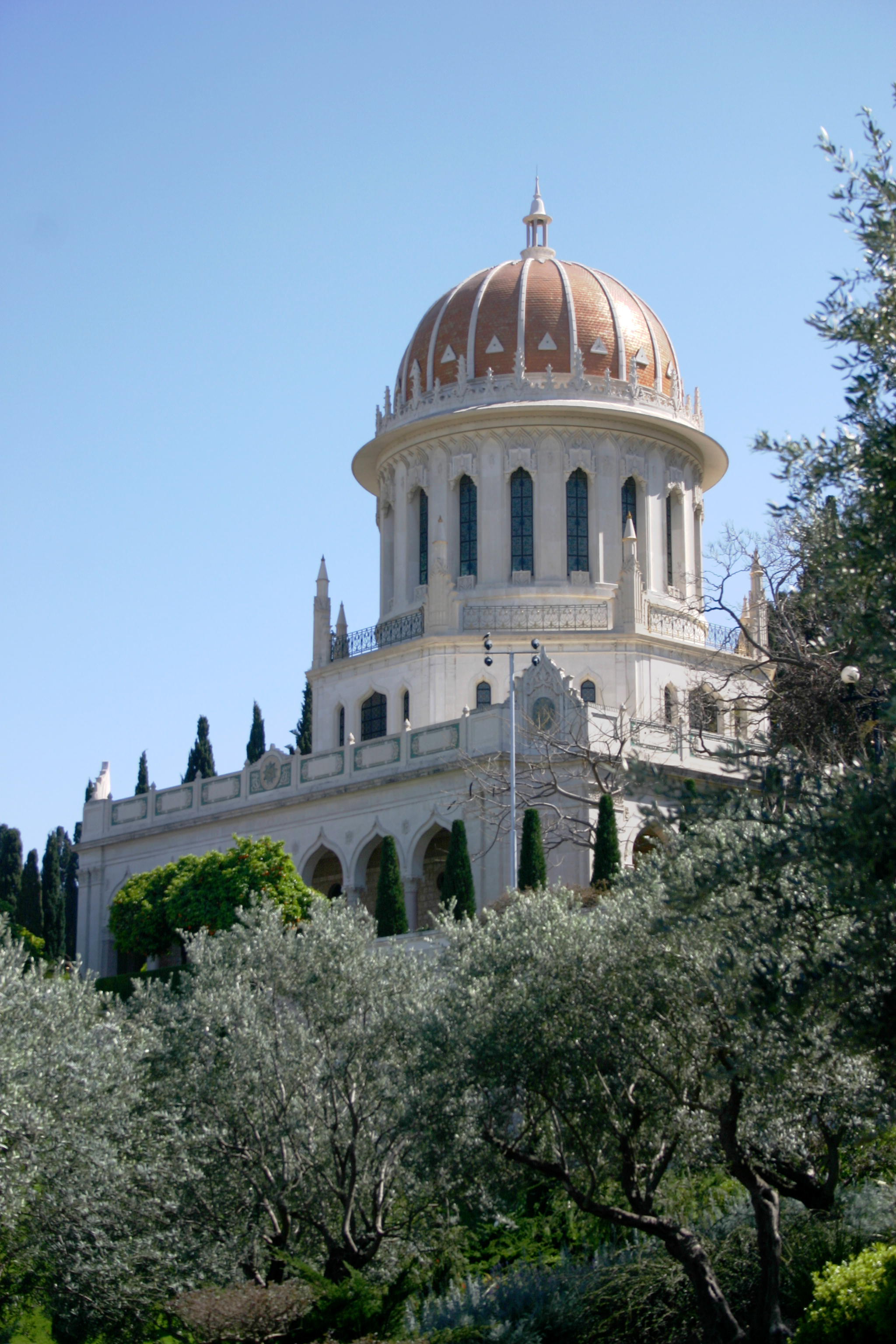
Báb sírszentélye Haifában (Izrael)

Szejed Ali Mohamed, bahái írásmóddal Siyyid Ali Moḥammad (Perzsia, Siráz, 1819. október 20. –  Tebriz, 1850. július 9.) a bábizmus alapítója. 1844-ben bejelentette, hogy ő a Kapu (arabul: Báb) a rejtőzködő, 12-ik imámra, valamint később, hogy ő az iszlám által várt Megígért (szunnitáknak: al-Mahdí, síitáknak: Káem). Tanításai a társadalom minden rétegében, gyorsan terjedtek Perzsiában. Társadalmi reformjai különösen a nők helyzetét javították, mivel a fátyol viselését nem írta elő.
Perzsia vallási vezetői és a kormány megijedtek a Báb növekvő befolyásától, kegyetlenül felléptek ellene, megölve a Bábot és tízezer követőjét. A Báb erkölcsi és szellemi megújulásra szólított fel, hogy az emberek felismerjék Isten hamarosan küldendő hírnökét. Ez legtöbb követője szerint Baháalláh volt; az általa alapított bahái hit előfutárának tartja a Bábot.

## Élete

### Gyermekkora
1819. október 20-án született a perzsiai Sirázban, egy jól ismert kereskedő családban. Mindkét ágon Mohamed próféta egyeneságú leszármazottja volt. Apja nem sokkal fia születése után meghalt, így a Bábot nagybátyja, Hádzsi Mirza Szejed Ali nevelte fel.
Miután nagykorúvá vált, csatlakozott nagybátyja családi vállalkozásához és kereskedő lett ő is Busehr városában. 1842-ben feleségül vette Hádidzsé-t, akitől egy fia született, Ahmed, aki még csecsemőkorában meghalt.
Az 1790-es években, Perzsiában, a síita iszlámon belül, Ahmed sejk  (1753–1826) vezetésével elkezdődött egy reform mozgalom. Ez a vallási mozgalom, amely a  sejki  néven volt ismert, tett olyan kijelentéseket, hogy az iszlám által várt Megígért (szunnitáknak: Mehdi / síitáknak: Káem) eljövetele küszöbön van. Ahmed sejk halála után a vallási csoport vezetését a kerbelai Szejed Kázem  (1793–1843) vette át.
1843-ban, Szejed Kázem halálakor a híveinek hátrahagyta, hogy szóródjanak szét a világban és családjuk, anyagi javaik, életpályájuk feláldozásával keressék a Megígértet. Legkiválóbb tanítványa, Mollá Hoszein  egy mecsetbe vonult el, ahol negyven napot töltött imával és elmélkedéssel, és ezalatt az idő alatt szívét kitárta Isten sugallatának. A negyven nap lejártával két társával együtt elhagyta Irakot, és elindult megkeresni a Megígértet. Először Busehr városába ment; de ott nem időzött soká, mert valami ellenállhatatlanul vonzotta észak felé. Így hamarosan Sirázba ment. A város kapujához érvén utasította társait, hogy menjenek egyenesen a mecsetbe és maradjanak ott, amíg ő is megérkezik.

### Kinyilatkoztatása

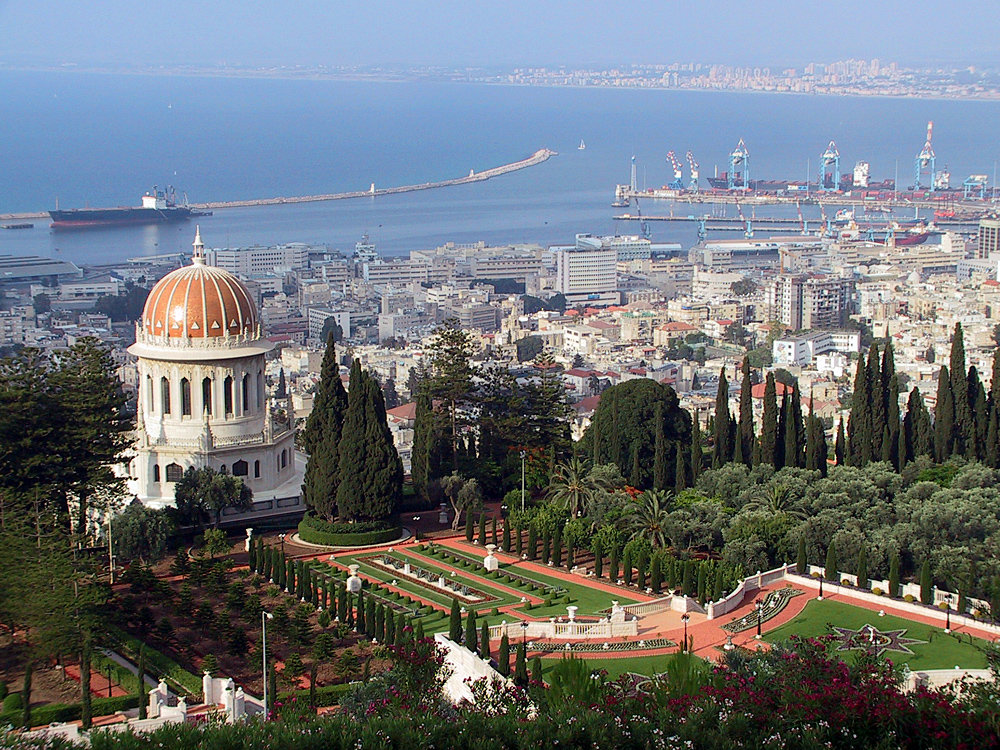
Báb sírszentélye és kertje

1844. május 23-án, pár órával napnyugta előtt Mollá Hoszein amint a város kapuján kívül sétált, egy zöld turbános fiatalembert látott, aki üdvözölte és meghívta a házába, hogy ott felfrissülhessen a hosszú és nehéz út után. Mollá Hoszeinre mély benyomást tett a szelíd, mégis határozott modor, ahogyan ez ifjú beszélt hozzá. Követte őt, és hamarosan elérkeztek egy szerény házhoz, ahol ő elmesélte, hogy milyen járatban van a városban, valamint hogy a Megígértet keresi. Szejed Kázem szavaival: „Ő egy nemes származású, veleszületett bölcsességgel rendelkezik és mentes minden testi hibától”. A Báb erre azt válaszolta, hogy őbenne mindez a tulajdonság megtestesül.
Mollá Hoszein először kétkedve fogadta a Báb bejelentését, de egy korábbi dolgozatához adott magyarázata és a Kajjúm al-aszmá, a Korán József-szúrájának (fejezetének) magyarázatának papírra vetése meggyőzte a Báb kijelentésének igazáról.
Mollá Hoszein a Báb első híve és követője volt. Az elkövetkező öt hónapban, egymástól függetlenül, Szejed Kázem tizenhét más hívője csatlakozott hozzájuk, akik imák vagy elmélkedés pillanataiban vezetve felismerték, hogy Báb az iszlámban megjövendölt Megígért. Egyikük a Táhere  (arabul: tiszta) néven ismertté vált költőnő, a női egyenjogúság egyik korai képviselője volt. Táhere egy álmában ismerte fel a Bábot.
Mikor Bábot a tizennyolcadik tanítvány, egy 22 éves fiatal, Kudusz  is felismerte, a Báb engedélyt adott, hogy felismerésüket megosszák másokkal, így a perzsa tartományokban ők lettek az új hit apostolai. A Báb ezt a 18 első hívőt az   „Az Élő [Isten] Betűinek" nevezte el.
Báb mindegyiküknek egy különleges megbízatást adott. A hozzájuk intézett búcsú szavaiban felszólította őket, hogy tegyenek félre minden evilági vágyat, és széledjenek szét az Ő Ügyének hirdesére. „Ó szeretett barátaim!“ – szólította meg őket – „Ezen a Napon ti vagytok Isten nevének hordozói ... Illendő mindegyikőtöknek, hogy Isten tulajdonságait mutassátok fel, és tetteitekben és szavaitokban az Ő igazságosságának, hatalmának és dicsőségének jeleit példázzátok.“ „Ne figyelmezzetek gyengeségtekre és törékenységtekre; hanem szegezzétek pillantásotokat az Úr, Istenetek, a Mindenható legyőzhetetlen erejére. ... Álljatok ki az Ő nevében, helyezzétek bizalmatokat teljességgel Őbelé, és legyetek biztosak a végső győzelemben.”

### Utazásai és bebörtönzése
1844 októberében a Báb Kudusz társaságában elindult zarándokútjára Mekkába és Medinába. Mekkai tartózkodása alatt a Báb levelet írt a város kormányzójának. Ebben a levélben nyíltan  feltárta  küldetését, és felszólította a kormányzót, hogy fogadja el a Báb ügyét. De a kormányzó, aki a saját ügyeivel volt elfoglalva, elmulasztott válaszolni. Majd Medinába mentek, ahol imádkoztak Mohamed próféta földi maradványainak szentélyénél. A szent város meglátogatása után, útjuk visszavezetett Perzsiába.
Busehr városába érkezvén a Báb Sirázba küldte Kuduszt, ahol nagy lelkesedéssel kezdte hirdetni az új üzenetet, az iszlám által várt Megígért eljöveteléről. Hamarosan azonban a muszlim ortodoxia, és a tartományi kormányzó ellenkezésébe ütközött. A kormányzó megparancsolta Kudusz és egy társa szakállának leégetését, valamint orrukon átfűzött zsinórral a városon való átvezetésüket. Kitiltották őket a városból, halállal fenyegetve, ha megpróbálnának visszatérni. A Báb tanítványai közül ők voltak az elsők, akiket Perzsiában eretnekség vádjával üldöztek.
Majd a kormányzó haragja a Bábra irányult. Láncra verve parancsolta behozni a Bábot. A keresésére küldött lovas gárda parancsnoka menekülést ajánlott a Bábnak, de ő ragaszkodott "elfogásához". Szabadon és láncok nélkül őrei előtt haladt, akik tisztelettel követték Őt. Sirázba érkezvén a kormányzó nyilvánosan szidalmazta a Bábot és átadta a nagybátyja házi őrizetébe 1845 júniusában. Annak ellenére, hogy a kormányzó és a papság igyekezett véget vetni a Báb befolyásának, a következő hónapokban követőinek száma gyorsan gyarapodott.
A kormányzó 1846 szeptemberében ismét elrendelte a letartóztatását, ez alkalommal már a Báb kivégzésének szándékával. Elfogatása éjjelén azonban, Sirázban kolera járvány tört ki. Családja és a városlakók életét féltve, a kormányzó szabadon engedte a Bábot azzal a kikötéssel, hogy elhagyja Sirázt.
1846 őszén a Báb elindult Iszfahánba és levelet írt e tartomány kormányzójának, egy hely kijelölését kérve, ahol élhet. Levelének modora és udvariassága miatt a kormányzó arra utasította a tartomány legmagasabb rendű vallási vezetőjét, hogy saját otthonában fogadja a Bábot. Népszerűsége tovább nőtt, különösen miután a helyi vallási vezetőkkel való találkozó során előttük nyilatkoztatott ki szent szövegeket, azaz szavait gyorsírással kellett leírni. A hatalmukat féltő papok cselszövései miatt a kormányzó a Bábot a saját házába hívta meg és fokozatosan követőjévé vált.
A kormányzó halála után, 1847 januárjában utódja üzenetet küldött a Mohamed perzsa sahnak  Teheránba, kérdezvén, hogy mit tegyen a Bábbal. A sah találkozni kívánt a Bábbal és Teheránba rendelte. A nagyvezír, Hádzsi Mirza Ágászi azonban féltve saját posztját meggyőzte a sahot, hogy változtassa meg a parancsát, és küldje a Bábot Azerbajdzsán tartományba, az ország legtávolabbi csücskébe.

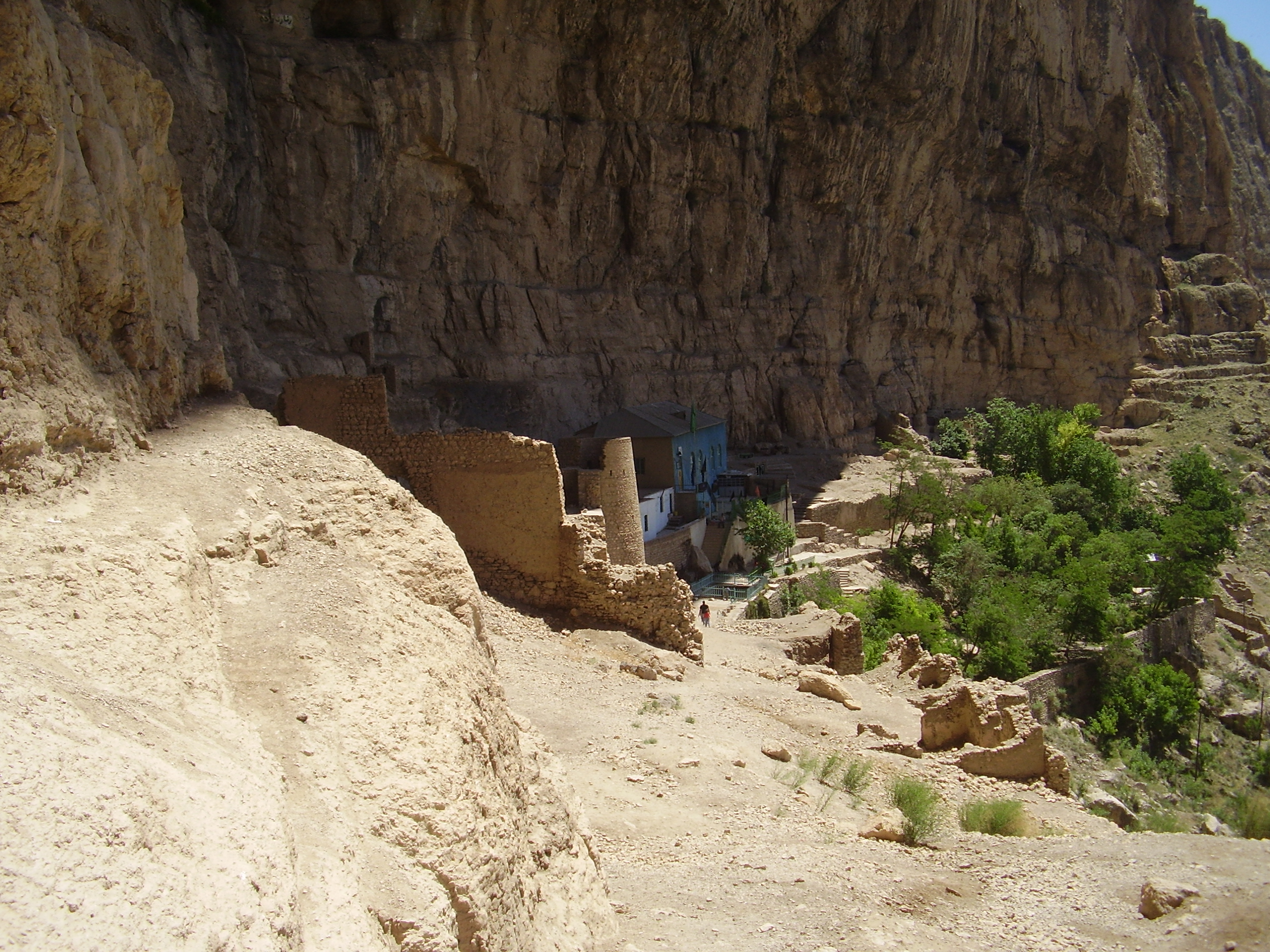
Máku erődje, ahol a Báb 9 hónapig raboskodott. A hegy az erőd fölé magasodik, így délben nem süt be a nap

A Báb 40 napot töltött a tartomány fővárosában, Tebrizben, majd tovább vitték Máku erődjébe. A vár parancsnoka az első két hétben ellenségesen viselkedett és senkit sem engedett a Báb közelébe. Egy misztikus élménye után a szigorú őrizete fokozatosan meglazult, és az erőd kapui kinyíltak követői előtt, akik egyre nagyobb számban érkeztek Perzsia minden tájáról. A Máku börtönében töltött időben nyilatkoztatta ki a Báb legjelentősebb művét, a Perzsa Bayánt. Ebben a könyvben fektette le törvényeit, jelentette ki világosan és egyértelműen egy az övénél nagyobb, másik kinyilatkoztatás eljövetelét, és sürgette követőit, hogy keressék és találják meg azt, „Akit Isten ki fog nyilvánítani”.
Mikor a nagyvezír megtudta, hogy a Báb kivívta Máh-Kú népének csodálatát, és hogy hite továbbra is terjed az egész országban, újabb rendeletet adott ki, hogy vigyék a Bábot Cserik  erődjébe. A Báb itt is hamarosan elnyerte mind az erődben szolgáló tisztek, mind a környék lakóinak tiszteletét és csodálatát. A környék legkiválóbb vallási vezetői közül is néhányan elfogadták az új hitet, és elhagyva kiváltságos tisztségüket csatlakoztak a Báb követőihez. A hatóságok türelme akkor fogyott el, amikor a nagyvezír személyes barátjának a fia, Dajján is bábivá lett és megjelent egy lelki tanító Indiából, aki gyalogosan érkezett álma által vezérelve a Megígértet keresve.

### Kihallgatása
A nagyvezír 1848 júliusában elrendelte, hogy azonnal vigyék a Bábot Tebrizbe. Összehívták a vallási vezetőket, hogy hallgassák ki a Bábot, és ők döntsenek a leghatásosabb eszközről, mellyel befolyásának véget vethetnek. E kihallgatáson a papság és a kormánytisztviselők megpróbálták megalázni a Bábot. A trónörökös, a későbbi Nászer ad-Din perzsa sah jelenlétében így jelentette be küldetését: "Én vagyok, Én vagyok a Megígért! Én vagyok Az, Kinek nevét ezer éve imáitokba foglaljátok, Akinek említésére felemelkedtek, Akinek eljövetelére vágyódtok, s Akinek Kinyilatkoztatásáért Istenhez imádkoztok. Bizony mondom néktek, hogy Kelet és Nyugat népei kötelesek Szavamnak engedelmeskedni, és Személyemmel szövetséget kötni."
A kihallgatáson jelenlévők nem tudtak megegyezni a Báb sorsában. Büntetésként tizenegy talpverésre ítélték. Pár nappal a tárgyalás után a Bábot visszavitték Cserikbe. Ellenségei végül azonban arra a meggyőződésre jutottak, hogy amíg a Báb él, lehetetlen megállítani növekvő befolyását.

### Kivégzése
1850-ben a tebrizi kormányzó a nagyvezír utasítására Cserikből Tebrizbe vezettette a Bábot. Amikor megtudta, hogy szabadon engedés helyett kivégzés vár rá, megtagadta a parancs teljesítését. Ezért a nagyvezír testvérének parancsára július 9-én hajnalban a Bábot cellájából Tebriz legfelsőbb vallási vezetőihez vitték, akik nem mertek szemtől-szembe találkozni vele, hanem azon nyomban aláírták halálos ítéletét. Az okiratot átadták Szám Kán kezébe, azzal az utasítással, hogy azonnal hajtsa végre az ítéletet. Az örmény ezredparancsnokra azonban mély benyomást tett rá a Báb viselkedése, elmondta a Bábnak, hogy a keresztény hitet vallja és kérte, hogy ne kelljen vérét ontani. A Báb biztosította, hogy ha szándéka őszinte, akkor a Mindenható meg fogja szabadítani feladatától.
Délben a Bábot a börtön udvarára vezették, ahol mintegy tízezer fős tömeg tolongott, hogy láthassa a kivégzést. Szám Kán megparancsolta embereinek, hogy egy vastag vasszöget verjenek a falba, és ahhoz erősítsenek két kötelet. Ezekkel kötözték fel a Bábot és egy társát, Ániszt. Amikor a 750 puska füstje felszállt, a megdöbbent tömeg alig hitt a szemének. Ánisz sértetlenül állt előttük, a Báb pedig eltűnt. A golyók csak a köteleket vágták el, melyekre kikötözték őket.
A Bábot ugyanabban a szobában találták meg, ahol a kivégzés előtt nem engedték befejezni beszélgetését titkárával. Szám Kán megtagadta, hogy katonái újra tüzeljenek. Másik, muszlimokból álló ezredet kellett kivezényelni a folytatásra. A Bábot és Ániszt újra felkötözték, és a katonák tüzet nyitottak. Ez alkalommal a golyók célba találtak. A Bábot és társát darabokra szaggatták, de az arcuk szinte érintetlen maradt.
Másnap reggel a tebrizi orosz konzul egy rajzolót küldött a szigorúan őrzött árokhoz, melybe a Báb és Ánisz testét dobták ki, hogy készítsen egy vázlatot holttestükről. Az éj leple alatt két bábi elvitte a Báb maradványait, mely több városon keresztül rejtve, 1909-ben Haifában lett végső nyugalomra helyezve, a világörökség részének választott Bahái Világközpontban.

## Tanításai
A Báb legfontosabb tanítása, az, hogy ő a kereszténységben és az iszlámban megjövendölt Megígért, aki egyben előkészíti az utat egy hamarosan megjelenő újabb isteni hírnök eljövetelére. Követői szerepét így Keresztelő Jánoshoz hasonlítják, akinek tanítása Jézus eljövetelével nyerte el beteljesülését.
Felvett neve, a Báb (magyarul: kapu) arra utal, hogy ő a kapu a 12-ik, rejtőzködő imámhoz. Később, amikor, követői be tudták fogadni, bejelentette, hogy ő a 12-ik imám és Isten megnyilvánulása.
A Báb fokozatosan vezetett be változásokat az iszlám törvényeiben. A házasságokat szabályozó törvényei helytelenítették a többnejűséget, megtiltották az ágyasságot és egyéves várakozási év után válást engedélyeztek. A nők helyzete azáltal is javult, hogy a fátyol viselését nem írta elő.
A bábi vallás az iszlámtól függetlenné az 1848. júliusi badasti gyűlésen vált. A Báb 81 híve találkozott 21 napon keresztül a Baháalláh által kibérelt kertben. Táhere egyik nap fátyol nélkül jelent meg és felszólította társait, hogy szakítsanak a múlttal, annak vallási téziseivel, hagyományaival és szertartásaival. A fátyol hiánya még a Báb legfőbb tanítványát, Kuduszt is ingerültté tette. Az ellentéteket Baháalláh simította el, Táhere bátor tettét az új korszak hajnalaként dicsérve.

## Utóhatása
A Báb bejelentése, miszerint Isten hamarosan újabb Hírnököt fog küldeni 1863-ban vált valóra, amikor Baháalláh bejelentette, hogy Ő a minden vallásban megjövendölt megígért, aki elvezeti az embereket a világbékéhez. A legtöbb bábi vallású ember elfogadta Baháalláh kijelentését, így a bábi vallásnak jelenleg már nincsen számottevő követője. A Baháalláh alapította bahái hit előfutárának tartja a Bábot, a bahái naptárban három szent nappal tisztelegve a "Hírnöke" előtt.
Az európai közélet nagyjait, mint Ernest Renan, Sarah Bernhardt, George Nathaniel Curzon és Matthew Arnold mélyen megérintette a Báb nemessége és előremutató tanításai. Követőinek bátorsága beszédtéma lett Európa szalonjaiban. Izabella Grinyevszkaja a Báb címmel színdarabot írt, melyet 1904-ben Szentpéterváron mutattak be és melyet Lev Nyikolajevics Tolsztoj is dicsért.
A francia irodalomkritikus, Jules Bois a következőképpen emlékezett a Báb hatásáról az amerikai Forum folyóiratban, 1925-ben: „Egész Európában sajnálkozást és a felháborodást kavart … Korom irodalmárai között, 1890-ben Párizsban a Báb mártírhalála még mindig friss téma volt, mint mikor először híreket kaptunk haláláról [1850-ben]. Verseket írtunk Róla. Sarah Bernhardt esedezett Catulle Mendès-nél egy színjátékért, mely ezen történelmi tragédiáról szól.”
Gobineau márki, Franciaország egykori perzsiai nagykövete a következőt írta az 1860-as években: „És így, íme egy vallás, amelyet egy egyszerű fiatal jelentett be és mozdított elő. Csak néhány év leforgása alatt … ez a vallás elterjedt majdnem egész Perzsiában és támogatója lett számos lelkes követő… És egyáltalán nem a nép tudatlan rétegei lettek megindítva, hanem a papság kiemelkedő tagjai, a gazdag és tanult osztályok, a legfontosabb családok asszonyai, és végül, a muszlimokon kívül, a filozófusok, a szufik nagy számban, és sok zsidó, akiket magával ragadott ez az új kinyilatkoztatás…”

## Művei
A Báb több mint 2000 önálló művet írt: imákat, ódákat, Korán magyarázatokat, leveleket hívőkhöz, illetve törvényeket vagy rendeléseket Ügyének védelmében és irányítására.  Nemcsak anyanyelvén, perzsául, hanem arabul is írt.
A Báb gyakran igen gyorsan kántálta titkárának vagy írta le az Istentől kapott szövegeket. Néhány ember úgy lett bábi, hogy szemtanúja volt a csak gyorsírással leírható szövegek kinyilatkoztatásának.
Ismertebb művei:
- Kajjúm al-aszmá, magyarázat József szúrájához: A 9300 versből álló mű 111 fejezete  a Korán egy-egy verséről írt magyarázat. Előre vetíti a valódi József, Baháalláh szenvedéseit saját testvérétől. Ennek írta első fejezetét 1844. május 23-án az első hívőnek, Mollá Hoszeinnek. A Báb működésének kezdetén ez a könyv széles körben elterjedt, ez szolgált a bábiknak szent könyvül, hasonlóan mint a Korán, a muszlimok számára. Az arabul írt művet első női híve, Táhere fordította perzsára.[31]
- Perzsa Baján (bahái írásamóddal: Bayán, magyarul: értekezések), a Báb legfontosabb műve és tanításainak érett összefoglalója. Máku börtönében írta 1847-48 között. Ebben a műben fejti ki a Báb legbővebben a többi írásában is megjelenő gondolatot a hamarosan megjelenő újabb isteni hírnökről, „Akit Isten ki fog nyilvánítani”. A.L.M. Nicholas, a perzsa születésű tebrizi francia konzul fordította le franciára.[32]

További művei: Khasá'il-i-sab`ih, Kitáb-i-Rúḥ, Sahífih baynu'l-haramayn, Kitáb-i-Fihrist, Sahífih-yi-Ja`fariyyih, Tafsír-i-Súrih-i-Kawthar, Nubuvvih khássih, Tafsír-i-Súrih-i-va'l-`asr,  Arab Baján, Dalá'il-i-Sab'ih, Kitáb-i-Asmá', Kitáb-i-panj sha'n.

### Magyarul megjelent művei
Részletek műveiből a következő könyvekben találhatók:
- Bahá’í imák. Budapest: Magyarországi Bahá’í Közösség (2007). ISBN 963-06-0228-8
- Ima, meditáció és áhítat. Budapest: Magyarországi Bahá’í Közösség Országos Szellemi Tanácsa (1992). ISBN 963-85033-7-8
- Az isteni segítség hatalma. Budapest: Az Ausztriai Bahá’iok Országos Szellemi Tanácsa (1991). ISBN 963 00 7269 6